# Diocesi di Skopje

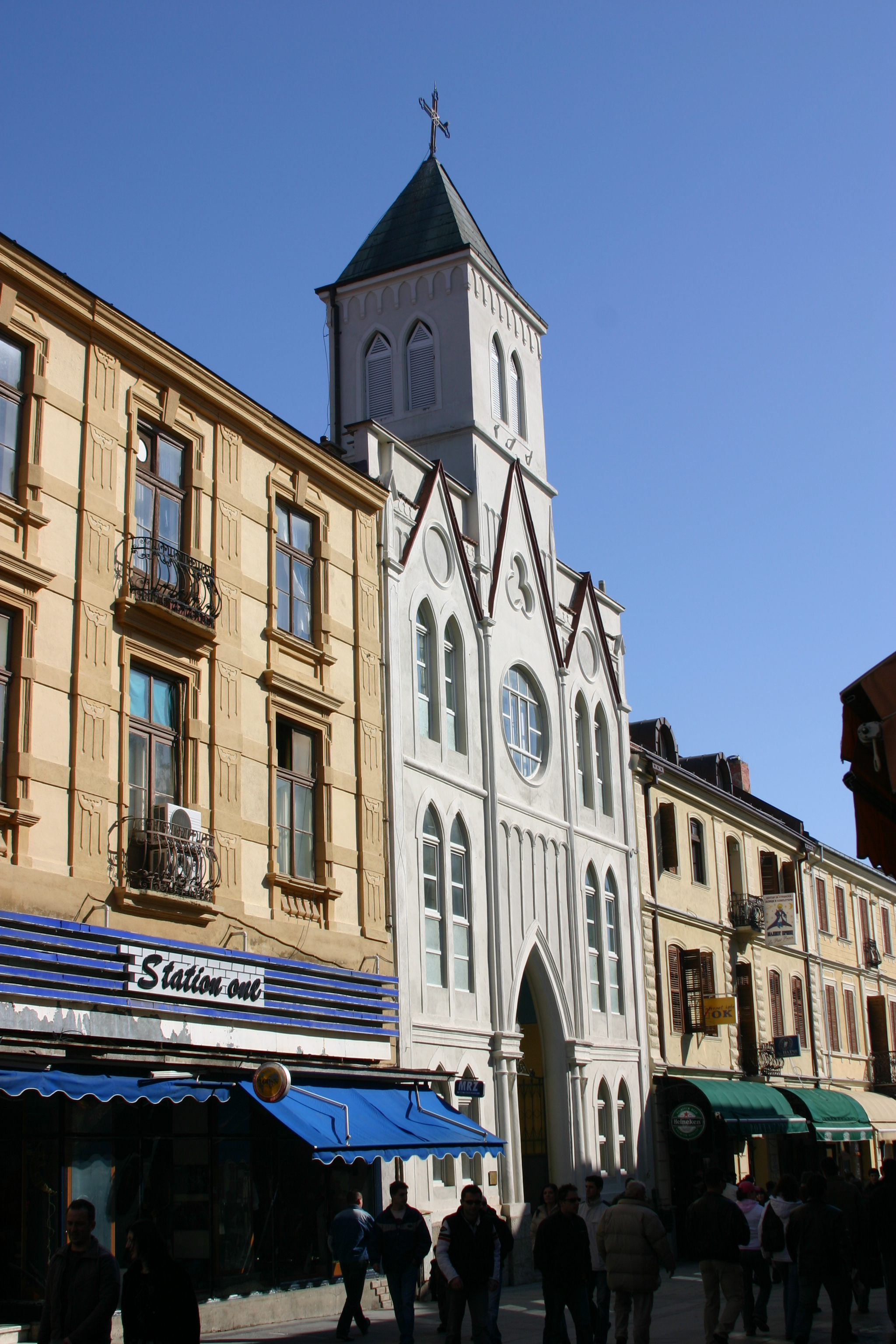
Chiesa cattolica a Bitola.

La diocesi di Skopje (in latino Dioecesis Scopiensis) è una sede della Chiesa cattolica in Macedonia del Nord suffraganea ad instar dell'arcidiocesi di Sarajevo. Nel 2022 contava 3 606 battezzati su 2 319 000 abitanti. È retta dal vescovo Kiro Stojanov.

## Territorio
La diocesi comprende tutti i fedeli cattolici di rito latino della Macedonia del Nord.
Sede vescovile è la città di Skopje, dove si trova la cattedrale del Sacro Cuore di Gesù. A Bitola sorge la concattedrale del Sacro Cuore di Gesù.
Il territorio è suddiviso in 2 sole parrocchie, una a Skopje e l'altra a Bitola.

## Storia
L'arcidiocesi di Scupi (o di Dardania), capitale della provincia romana della Dardania, è documentata per la prima volta al concilio di Nicea del 325, dove fu presente il vescovo Daco. Sono noti altri tre vescovi di Scupi: Paregorio, che prese parte al concilio di Sardica; Ursilio, che sottoscrisse la lettera scritta dai vescovi della Dardania all'imperatore Leone (458) in seguito all'uccisione del patriarca alessandrino Proterio; infine Giovanni, che ebbe uno scambio epistolare con papa Gelasio I tra il 490 ed il 495. Nel V secolo Scupi aveva come suffraganee Peć, Pristina, Ulpiana e Diocleziana.
In seguito alle invasione barbariche, la sede venne soppressa e di essa non si conosce più nulla fino al suo ristabilimento sul finire del XIII secolo.
In seguito all'invasione ottomana le chiese furono convertite in moschee e il palazzo arcivescovile in residenza governativa.
Nel 1656 assunse il nome di arcidiocesi di Skopje.
Il 29 ottobre 1924 perse il rango di arcidiocesi e divenne una diocesi immediatamente soggetta alla Santa Sede.
Il 16 marzo 1926 in forza del breve Admonet supremi di papa Pio XI alcuni territori del vicariato apostolico di Costantinopoli, appartenuti all'ex impero ottomano (Monastir e adiacenze), ora nel nuovo regno di Jugoslavia, furono uniti alla sede di Skopje.
Il 2 ottobre 1969 in forza della bolla Ad Ecclesiam Christi di papa Paolo VI cedette all'arcidiocesi di Antivari la parte del proprio territorio che rientrava nella Repubblica Socialista di Montenegro e contestualmente il titolo Prisrianensem fu unito a quello di Skopje e la diocesi assunse il nome di diocesi di Skopje-Prizren. Con la stessa bolla la diocesi entrò a far parte ad instar et ad tempus della provincia ecclesiastica dell'arcidiocesi di Sarajevo.
Il 24 maggio 2000, a seguito dell'erezione dell'amministrazione apostolica di Prizren (dal 2018 diocesi di Prizren-Pristina), ha assunto il nome attuale.
Dal 2001 il vescovo di Skopje è anche l'ordinario della circoscrizione ecclesiastica della Chiesa greco-cattolica macedone (prima esarcato apostolico, poi, dal 31 maggio 2018, eparchia della Beata Maria Vergine Assunta in Strumica-Skopje).

## Cronotassi dei vescovi
Si omettono i periodi di sede vacante non superiori ai 2 anni o non storicamente accertati.

### Arcivescovi di Scupi (Dardania)
- Daco † (menzionato nel 325)
- Paregorio † (presente al concilio di Sardica)
- Ursilio † (menzionato nel 458)
- Giovanni † (prima del 490 - dopo il 495)

### Vescovi di Skopje
- Marino † (1204)[3]
- Giovanni † (1298 - 17 ottobre 1321 deceduto)
- Johann Strote, O.P. † (5 febbraio 1327 - 13 febbraio 1350 deceduto)[4]
- Friedrich von Retersberck, O.F.M. † (8 giugno 1351 - ? dimesso)[5]
- Johann Kaiode, O.E.S.A. † (14 marzo 1352 - ? deceduto)[5]
- Johann von Siberg, O.Cist. † (23 ottobre 1354 - 30 settembre 1384 deceduto)[5]
- Hermann von Wildungen † (prima del 1385 - 10 giugno 1396 deceduto) [6]
- Antonio di Teramo, O.F.M. † (5 luglio 1400 - ?)
- Roberto Towta, O.Cist. † (12 agosto 1402 - ?)
- Alberto †
- Giovanni Heldin, O.P. † (? - 1466 deceduto)
- Benedek Warsalunus † (10 novembre 1518 - tra il 1537 e il 1542)[7]
- István Zakalinszky (o Zakalnici) † (3 agosto 1554 - 1566 deceduto)[8]
- Francesco de Andreis † (20 luglio 1571 - 11 aprile 1591 deceduto)[9]
  - Sede vacante
- Jeromos Strasser (20 marzo 1626 - 7 febbraio 1628 deceduto)[10][11]
- Jácint Makripodári (o Makripodanu), O.P. † (11 ottobre 1649 - ? dimesso)[12]
- Giacinto Macripodanus, O.P. † (11 ottobre 1649 - ? dimesso)
- Andrea Bogdani † (6 marzo 1656 - 6 settembre 1677 dimesso)
- Pjetër Bogdani † (8 novembre 1677 - circa novembre 1689 deceduto)
- Daniele Duranti, O.F.M. † (11 dicembre 1690 - 29 luglio 1702 dimesso)
- Petar Karagić, O.F.M. † (25 settembre 1702 - 1727 deceduto)
- Michele Summa † (15 novembre 1728 - prima del 23 settembre 1743 dimesso)
- Giovanni Battista Nikollë Kazazi † (23 settembre 1743 - agosto 1752 deceduto)
- Toma Tomičić † (26 settembre 1753 - prima del 18 settembre 1758 dimesso)
- Matteo Massarech † (18 dicembre 1758 - 8 dicembre 1808 deceduto)
  - Sede vacante (1808-1816)
- Mateu Krasniqi † (8 marzo 1816 - 25 ottobre 1827 deceduto)
  - Nicola Bianchi † (27 agosto 1830 - 18 febbraio 1832 dimesso) (vescovo eletto)[13]
- Pjetër Shali † (30 luglio 1833 - prima del 22 aprile 1839 dimesso)[14]
  - Sede vacante (1839-1864)
  - Gashpar Krasniqi † (24 giugno 1839 - 28 luglio 1840) (vicario apostolico)
  - Gabrijel Barišić, O.F.M.Obs. † (28 luglio 1840 - 3 gennaio 1841 deceduto) (visitatore apostolico)
  - Ivan Topić, O.F.M.Obs. † (12 gennaio 1842 - 30 settembre 1845) (amministratore apostolico)
  - Urban Bogdanović, O.F.M.Obs. † (30 settembre 1845 - 2 luglio 1863 deceduto) (amministratore apostolico)
- Dario Bucciarelli, O.F.M.Obs. † (14 giugno 1864 - 19 febbraio 1878 deceduto)
- Fulgencije Carev, O.F.M.Obs. † (28 marzo 1879 - 1º giugno 1888 nominato arcivescovo, titolo personale, di Lesina)
- Andrea Logorezzi † (15 giugno 1888 - 29 dicembre 1891 deceduto)
- Pasquale Trokshi † (10 gennaio 1893 - 29 aprile 1908 dimesso[15])
- Lazër Mjeda † (14 aprile 1909 - 19 ottobre 1921 nominato arcivescovo di Scutari)
  - Sede vacante (1921-1924)
- Janez Frančišek Gnidovec † (29 ottobre 1924 - 3 febbraio 1939 deceduto)
- Smiljan Franjo Čekada † (18 agosto 1940 - 12 giugno 1967 nominato arcivescovo coadiutore di Sarajevo[16])
- Joakim Herbut † (2 ottobre 1969 - 15 aprile 2005 deceduto)
- Kiro Stojanov, dal 20 luglio 2005

## Statistiche
La diocesi nel 2022 su una popolazione di 2.319.000 persone contava 3.606 battezzati, corrispondenti allo 0,2% del totale.
| anno | popolazione | popolazione | popolazione | presbiteri | presbiteri | presbiteri | presbiteri                | diaconi | religiosi | religiosi | parrocchie |
| anno | battezzati  | totale      | %           | numero     | secolari   | regolari   | battezzati per presbitero | diaconi | uomini    | donne     | parrocchie |
| ---- | ----------- | ----------- | ----------- | ---------- | ---------- | ---------- | ------------------------- | ------- | --------- | --------- | ---------- |
| 1950 | 28.139      | 1.800.000   | 1,6         | 23         | 16         | 7          | 1.223                     |         |           | 157       | 19         |
| 1970 | 45.000      | 3.000.000   | 1,5         | 31         | 24         | 7          | 1.451                     |         | 7         | 188       | 20         |
| 1980 | 56.000      | 3.550.000   | 1,6         | 36         | 28         | 8          | 1.555                     |         | 8         | 149       | 21         |
| 1990 | 66.500      | 4.078.000   | 1,6         | 48         | 40         | 8          | 1.385                     |         | 8         | 147       | 25         |
| 1999 | 78.600      | 2.300.000   | 3,4         | 52         | 50         | 2          | 1.511                     |         | 8         | 104       | 25         |
| 2000 | 13.000      | 2.300.000   | 0,6         | 12         | 11         | 1          | 1.083                     |         | 1         | 37        | 7          |
| 2001 | 4.000       | 2.350.000   | 0,2         | 4          | 3          | 1          | 1.000                     |         | 1         | 14        | 2          |
| 2002 | 4.000       | 2.350.000   | 0,2         | 4          | 3          | 1          | 1.000                     |         | 1         | 14        | 2          |
| 2003 | 3.500       | 2.350.000   | 0,1         | 4          | 3          | 1          | 875                       |         | 1         | 14        | 2          |
| 2004 | 3.572       | 2.350.000   | 0,2         | 6          | 3          | 3          | 595                       |         | 3         | 14        | 2          |
| 2010 | 3.650       | 2.350.000   | 0,2         | 6          | 3          | 3          | 608                       |         | 3         | 14        | 2          |
| 2014 | 3.662       | 2.350.000   | 0,2         | 7          | 7          |            | 523                       |         |           | 15        | 2          |
| 2017 | 3.678       | 2.353.400   | 0,2         | 7          | 7          |            | 525                       |         |           | 13        | 2          |
| 2020 | 3.672       | 2.341.240   | 0,2         | 6          | 6          |            | 612                       |         |           | 12        | 2          |
| 2022 | 3.606       | 2.319.000   | 0,2         | 7          | 7          |            | 515                       |         |           | 15        | 2          |